# 고바야시 나오키
고바야시 나오키(일본어: 小林直樹, 1921년 10월 3일 ~ )는 일본의 헌법학자이다.
나가노현에서 태어나, 1942년에 도쿄제국대학 문학부 철학과에 입학했지만, 법학부 정치학과로 전과해 법철학자 오다카 도모오의 제자가 되었고, 1946년 졸업했다. 1947년에 고등문관시험에 합격했고, 1962년에 법학 박사학위를 취득하였다(도쿄대).
1951년에 도쿄대학 교양학부 강사가 되었으며, 1952년에는 조교수, 1959년에는 법학부 헌법제2강좌 조교수가 되었다. 1961년 헌법제1강좌 교수가 되었고, 1982년에 정년퇴임하여 명예교수로 취임했다. 1982년부터 1992년까지는 센슈대학 법학부 교수로 있었다.
오다카 교수의 제자로 법철학으로 출발했지만, 교양학부 조교수(법철학)를 거쳐 미야자와 도시요시의 후임으로 도쿄대 법학부 교수(헌법학)가 되었다.
연구는 다양한 면에 걸쳐있지만, 헌법학에서는 기초이론을 다룬 《헌법의 구성원리》(憲法の構成原理), 헌법 해석을 다룬 《헌법강의》(憲法講義) 상·하권이 유명하다. 법철학에서는 조교수 시절에 저술한 《법리학 上》(法理学 上)이 있다. 《헌법강의》는 일본국 헌법을 해설한 책으로, 내용이 충실하고 이론의 수준이 높은 명저라는 평이 있다.
학계 밖에서는 《헌법 제9조》(憲法第九条)에서 주장한 자위대의 ‘위헌합법론’이 유명하지만, 학계에서는 오부키 요시토와 《헌법의 구성원리》를 둘러싸고 벌인 논쟁이 유명하다.

## 주요 저서
- 《법리학 上》(法理学 上, 이와나미 쇼텐, 1960년)
- 《헌법의 구성원리》(憲法の構成原理, 도쿄 대학 출판회, 1961년)
- 《일본에 있어서 헌법동태의 분석》(日本における憲法動態の分析, 이와나미 쇼텐, 1963년)
- 《일본국헌법의 문제상황》(日本国憲法の問題状況, 이와나미 쇼텐, 1964년)
- 《헌법을 읽다》(憲法を読む, 이와나미 쇼텐 이와나미 신서, 1966년)
- 《헌법강의 상·하》(憲法講義 上·下, 도쿄대학출판회, 1980년·1981년)
- 《헌법 제9조》(憲法第九条, 이와나미 쇼텐 이와나미 신서, 1982년)
- 《입법학연구 : 이론과 동태》(立法学研究：理論と動態, 산세이도, 1984년)
- 《헌법질서의 이론》(憲法秩序の理論, 도쿄대학출판회, 1986년)
- 《법·도덕·저항권》(法·道徳·抵抗権, 닛폰효론샤, 1988년)
- 《헌법학의 기본문제》(憲法学の基本問題, 유히카쿠, 2003년)
- 《법의 인간학적 고찰》(法の人間学的考察, 이와나미 쇼텐, 2003년)